# Agrostis abyssinica
Agrostis abyssinica é uma espécie de gramínea do gênero Agrostis, pertencente à família Poaceae.